# 2306 Bauschinger
A 2306 Bauschinger (ideiglenes jelöléssel 1939 PM) a Naprendszer kisbolygóövében található aszteroida. Karl Wilhelm Reinmuth fedezte fel 1939. augusztus 15-én, Heidelbergben.